# Liste der Monuments historiques in Vaxainville
Die Liste der Monuments historiques in Vaxainville führt die Monuments historiques in der französischen Gemeinde Vaxainville auf.

## Liste der Objekte
| Bezeichnung   | Beschreibung                                                     | Standort                       | Kennzeichnung | Schutzstatus | Datum | Bild |
| ------------- | ---------------------------------------------------------------- | ------------------------------ | ------------- | ------------ | ----- | ---- |
| Kronleuchter  | mit 18 Armen; Kristallglas, Mitte des 18. Jahrhunderts           | in der Kirche St-Mansuy (Lage) | PM54000957    | Classé       | 1984  |      |
| Antoniusaltar | Altartisch und Retabel; Holz, farbig gefasst und vergoldet, 1764 | in der Kirche St-Mansuy (Lage) | PM54000956    | Classé       | 1981  |      |
| Kronleuchter  | mit 24 Armen; Kristallglas, Mitte des 19. Jahrhunderts           | in der Kirche St-Mansuy (Lage) | PM54000958    | Classé       | 1984  |      |